# Грінвілл (Міссісіпі)
Грінвілл (англ. Greenville) — місто (англ. city) в США, в окрузі Вашингтон штату Міссісіпі. Населення — 29 670 осіб (2020).

## Географія
Грінвілл розташований за координатами 33°23′0″ пн. ш. 91°3′8″ зх. д. / 33.38333° пн. ш. 91.05222° зх. д. (33.383461, -91.052314).  За даними Бюро перепису населення США в 2010 році місто мало площу 71,63 км², з яких 69,66 км² — суходіл та 1,97 км² — водойми.

### Клімат
| Клімат : Грінвілл                                       | Клімат : Грінвілл | Клімат : Грінвілл | Клімат : Грінвілл | Клімат : Грінвілл | Клімат : Грінвілл | Клімат : Грінвілл | Клімат : Грінвілл | Клімат : Грінвілл | Клімат : Грінвілл | Клімат : Грінвілл | Клімат : Грінвілл | Клімат : Грінвілл | Клімат : Грінвілл |
| Показник                                                | Січ.              | Лют.              | Бер.              | Квіт.             | Трав.             | Черв.             | Лип.              | Серп.             | Вер.              | Жовт.             | Лист.             | Груд.             | Рік               |
| Абсолютний максимум, °C                                 | 32,2              | 32,8              | 32,8              | 35,6              | 37,8              | 41,7              | 43,3              | 41,7              | 41,7              | 35,6              | 31,1              | 29,4              | 43,3              |
| Середній максимум, °C                                   | 12,4              | 14,9              | 19,4              | 24,4              | 28,4              | 32,4              | 33,6              | 33,4              | 30,9              | 25,7              | 18,9              | 13,7              | 24,0              |
| Середній мінімум, °C                                    | 1,4               | 3,1               | 6,9               | 11,8              | 16,3              | 20,6              | 22,2              | 21,6              | 18,1              | 11,4              | 6,0               | 2,4               | 11,8              |
| Абсолютний мінімум, °C                                  | −18,3             | −18,9             | −9,4              | −1,7              | 3,3               | 9,4               | 11,7              | 11,1              | 2,8               | −3,9              | −8,9              | −17,2             | −18,9             |
| Норма опадів, мм                                        | 130               | 124               | 141               | 131               | 118               | 89                | 97                | 74                | 75                | 71                | 120               | 141               | 1311              |
| ------------------------------------------------------- | ----------------- | ----------------- | ----------------- | ----------------- | ----------------- | ----------------- | ----------------- | ----------------- | ----------------- | ----------------- | ----------------- | ----------------- | ----------------- |
| Джерело: https://wrcc.dri.edu/cgi-bin/cliMAIN.pl?ms3605 |                   |                   |                   |                   |                   |                   |                   |                   |                   |                   |                   |                   |                   |

## Демографія
Згідно з переписом 2010 року, у місті мешкало 34 400 осіб у 12 678 домогосподарствах у складі 8733 родин. Густота населення становила 480 осіб/км².  Було 14561 помешкання (203/км²).
Расовий склад населення:
| - 78,0 % — чорних або афроамериканців - 20,2 % — білих - 0,7 % — азіатів - 0,2 % — корінних американців |

До двох чи більше рас належало 0,5 %. Частка іспаномовних становила 0,9 % від усіх жителів.
За віковим діапазоном населення розподілялося таким чином: 28,8 % — особи молодші 18 років, 59,0 % — особи у віці 18—64 років, 12,2 % — особи у віці 65 років та старші. Медіана віку мешканця становила 34,5 року. На 100 осіб жіночої статі у місті припадало 84,3 чоловіків;  на 100 жінок у віці від 18 років та старших — 78,1 чоловіків також старших 18 років.
Середній дохід на одне домашнє господарство  становив 44 591 долар США (медіана — 29 206), а середній дохід на одну сім'ю — 50 326 доларів (медіана — 35 798). Медіана доходів становила 40 241 долар для чоловіків та 28 254 долари для жінок. За межею бідності перебувало 36,8 % осіб, у тому числі 54,2 % дітей у віці до 18 років та 17,4 % осіб у віці 65 років та старших.
Цивільне працевлаштоване населення становило 11 568 осіб. Основні галузі зайнятості: освіта, охорона здоров'я та соціальна допомога — 30,5 %, роздрібна торгівля — 13,0 %, мистецтво, розваги та відпочинок — 11,5 %.